# Капуста Романеско
Капу́ста Романе́ско, також відома як цвітна капуста Романеско, або просто Романеско, має їстівні бутони суцвіть, належить до виду капуста городня. Вперше задокументована у Італії, має колір шартрез. Романеско має вражаючий вигляд, тому що її форма природно наближена до фракталу. У порівнянні з традиційною цвітною капустою текстура романеско набагато більш хрустка, а смак тонкий та горіховий.

## Історія
Романеско вперше була задокументована в Італії (як broccolo romanesco, що з італійської перекладається як «броколі з Рима»). Романеско з'явилася на міжнародному ринку близько 1990 року.

## Опис
Романеско зовні нагадує цвітну капусту, але має зеленувато-жовтий колір та має вражаючу форму фракталу в природі. Суцвіття (бутон) має самоподібний характер, з розгалуженими меристемами, складеними у логарифмічну спіраль. У цьому сенсі форма бутону приблизно є природним фракталом; кожен бутон складається з серії невеликих бутонів, усе розташовано в одну логарифмічну спіраль. Цей самоподібний візерунок продовжується на декількох дрібніших рівнях. Візерунок є лише приблизним, оскільки фрактальний візерунок у підсумку закінчується, коли розмір елемента стає досить малим. Кількість спіралей на головці романеско складається у ряд Фібоначчі.
Як овоч романеско багата на вітамін С, вітамін К, харчові волокна та каротиноїди.
Причини появи відмінностей від звичайної цвітної капусти та броколі були змодельовані як розширення однієї зі стадій зростання бутонів, але генетична основа цього невідома.

## Галерея

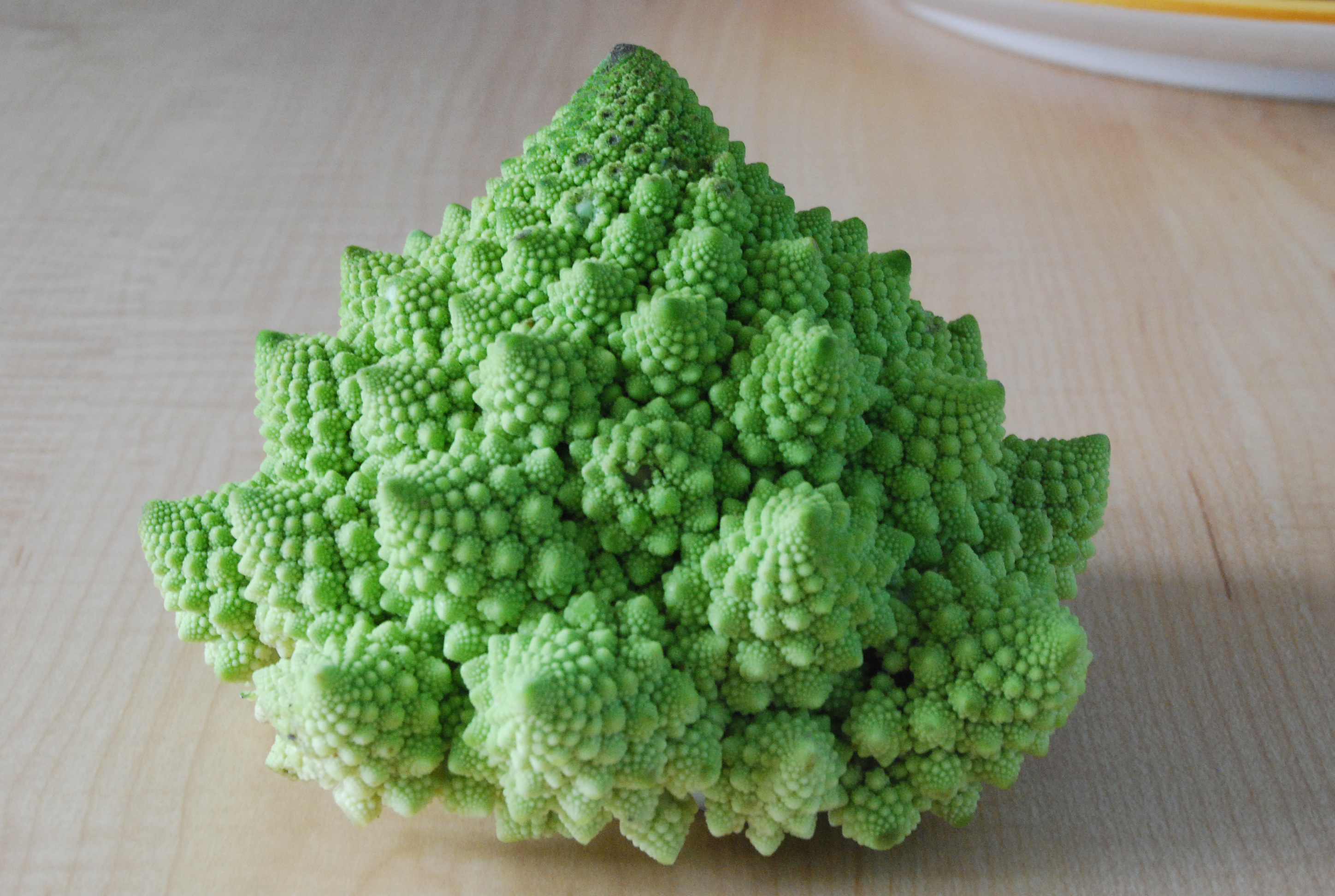
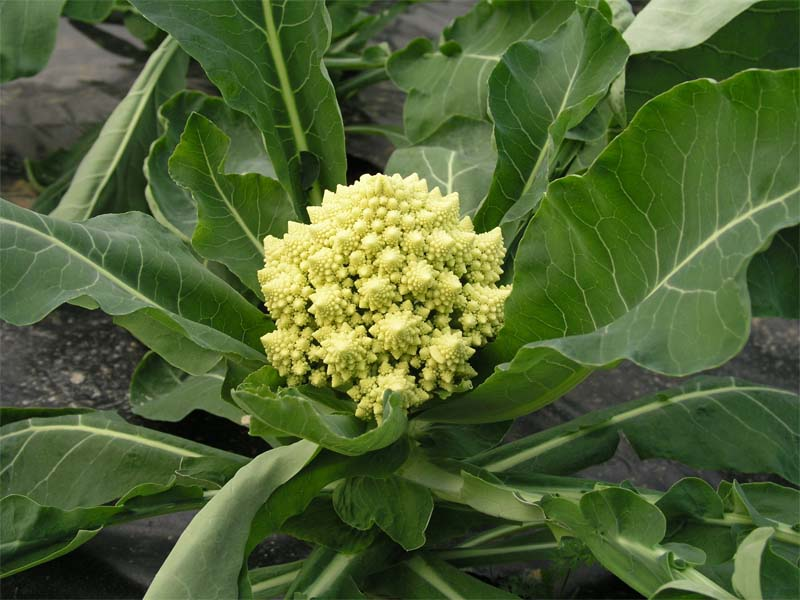
Капуста на городі
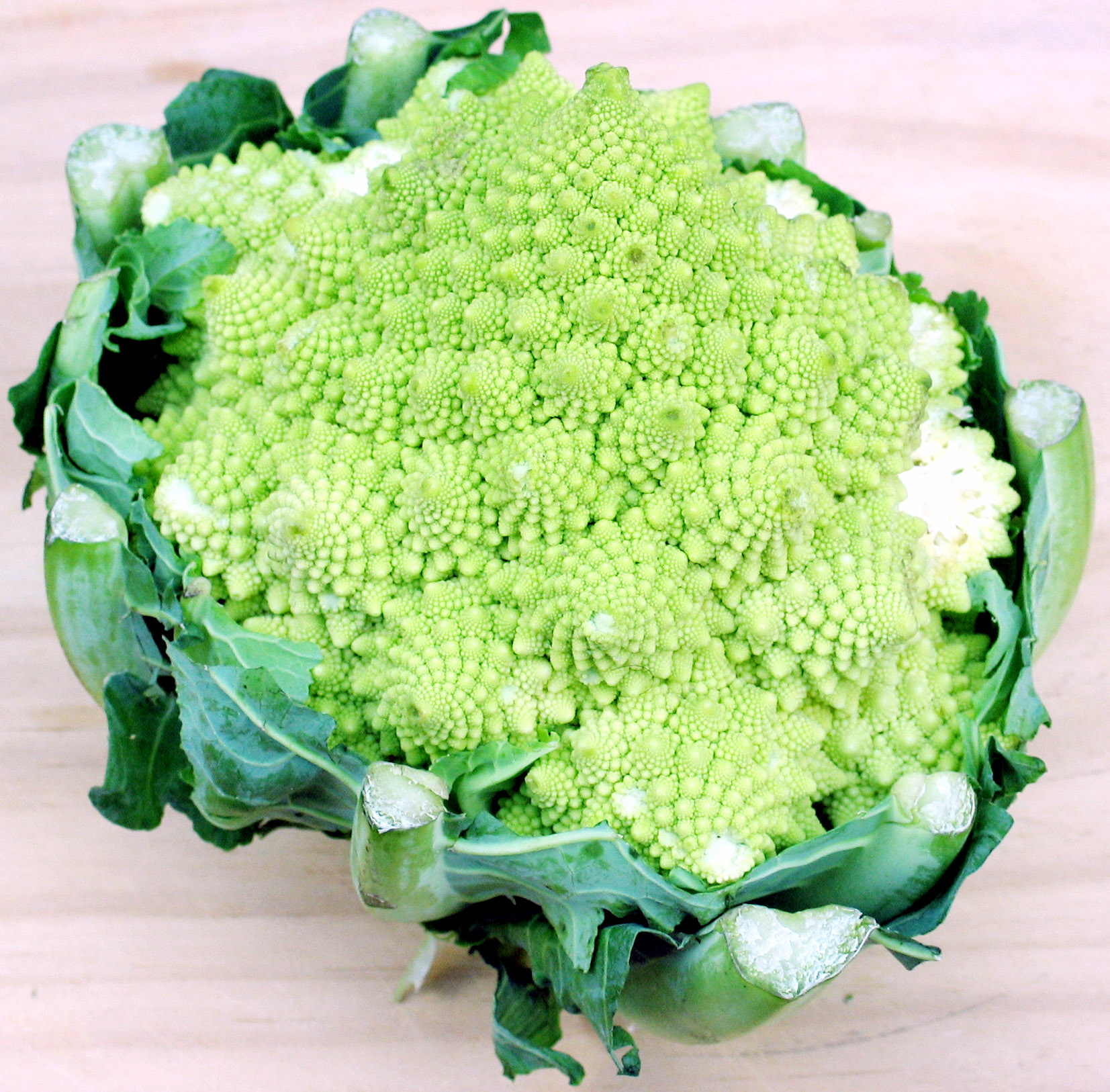
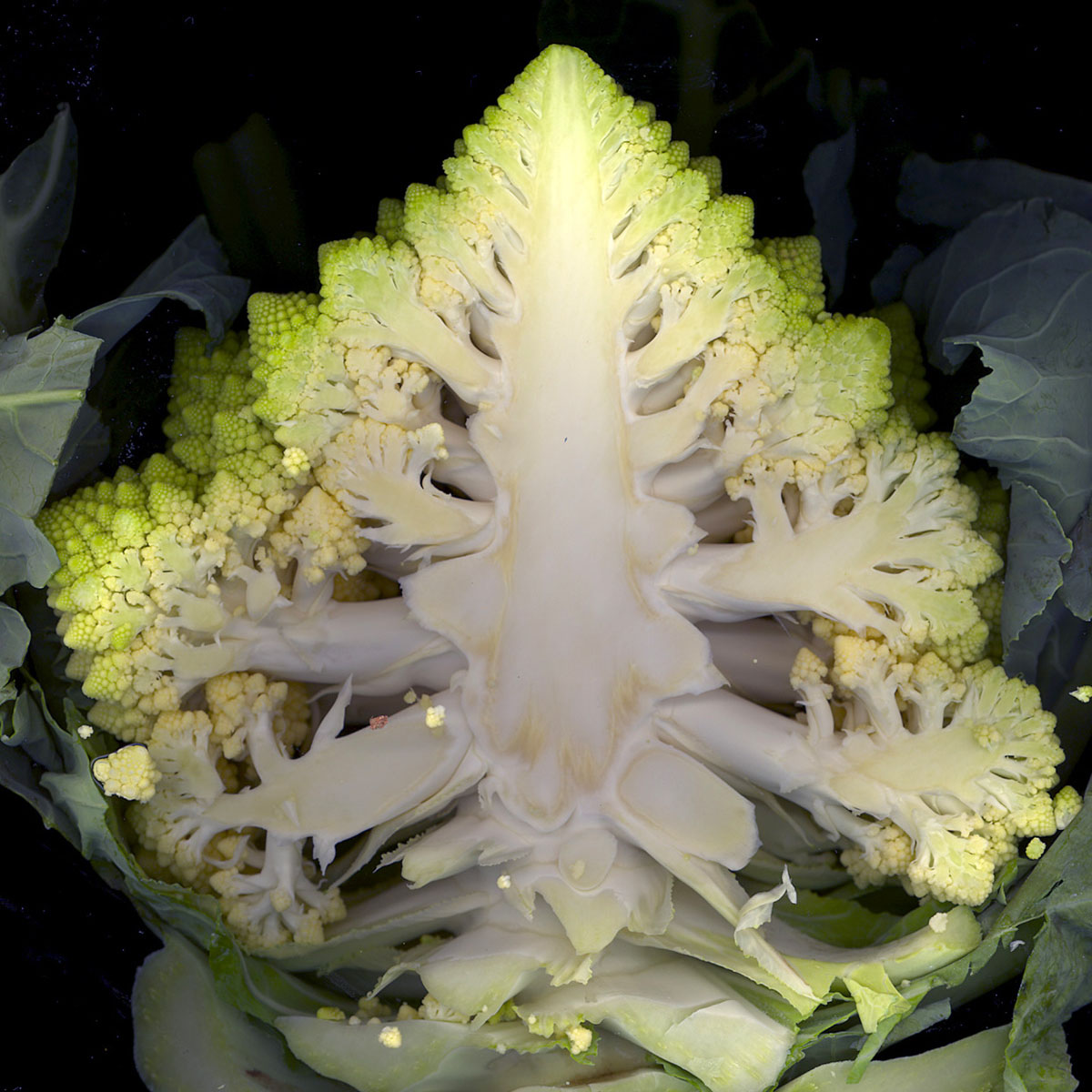
Розріз
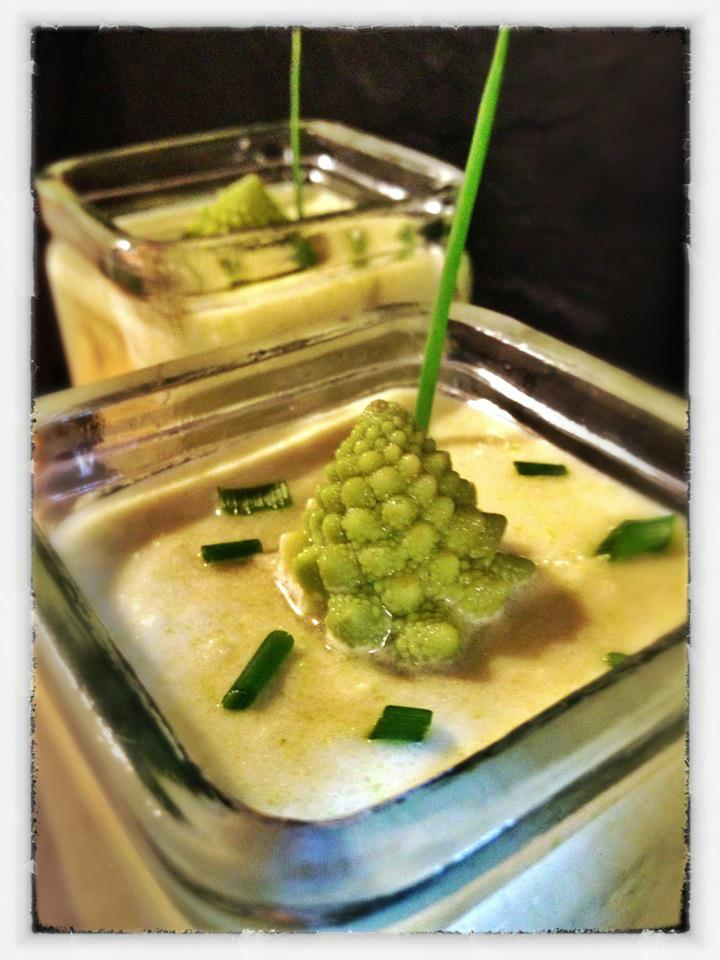
Страва із капусти
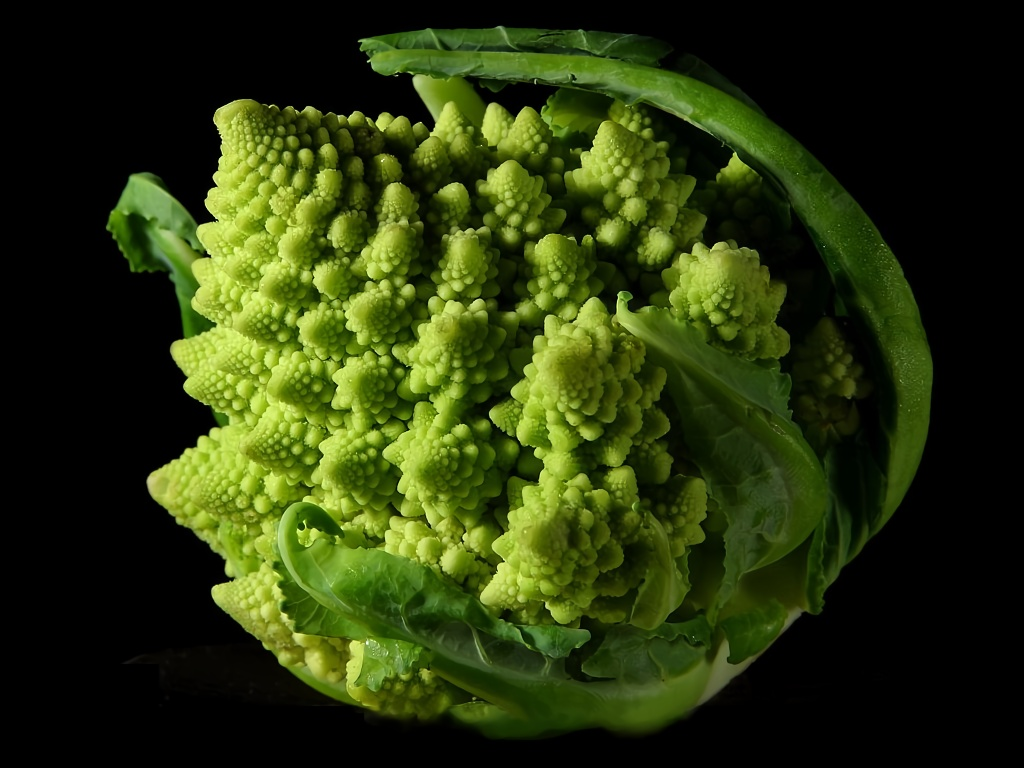
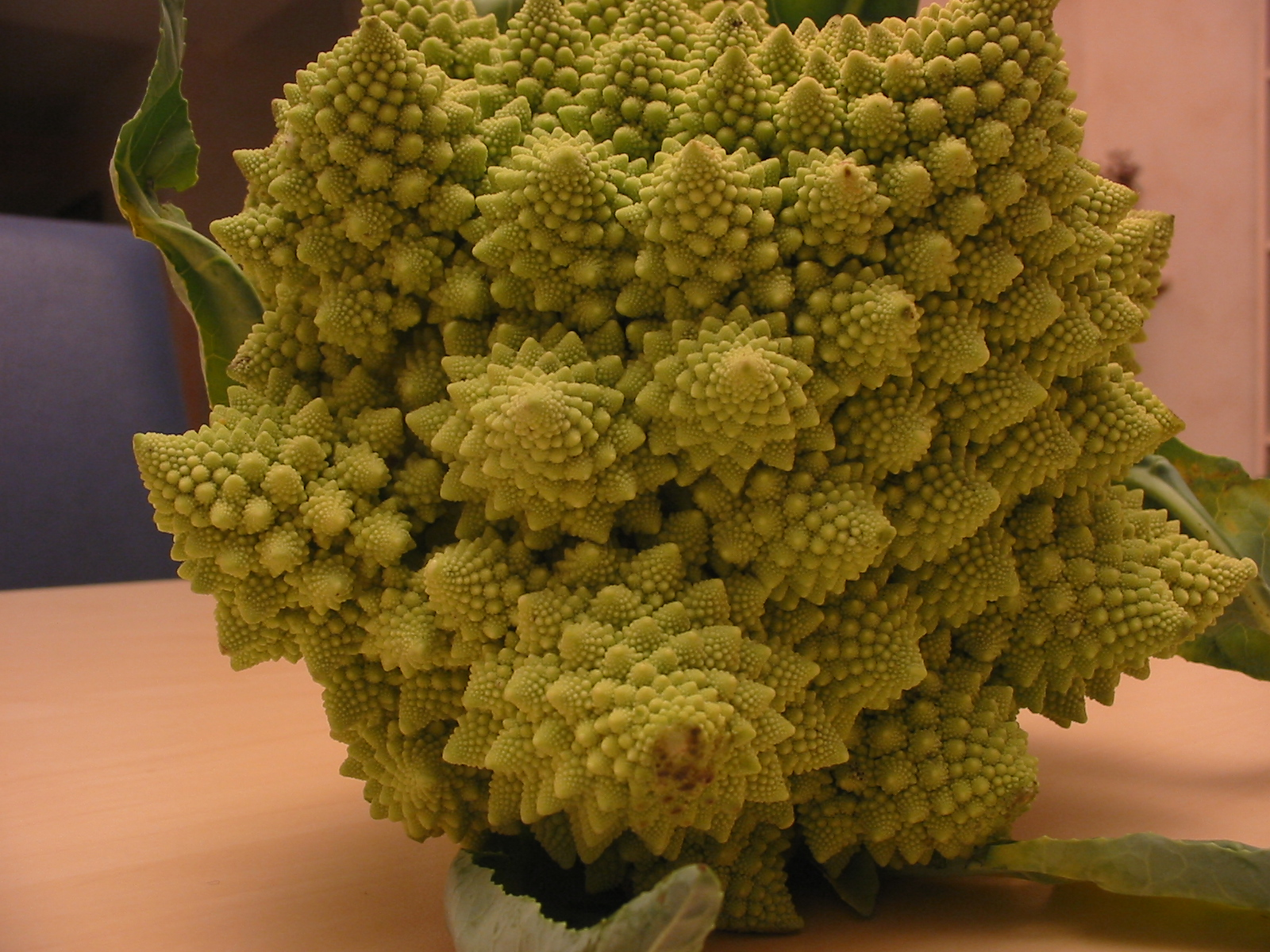
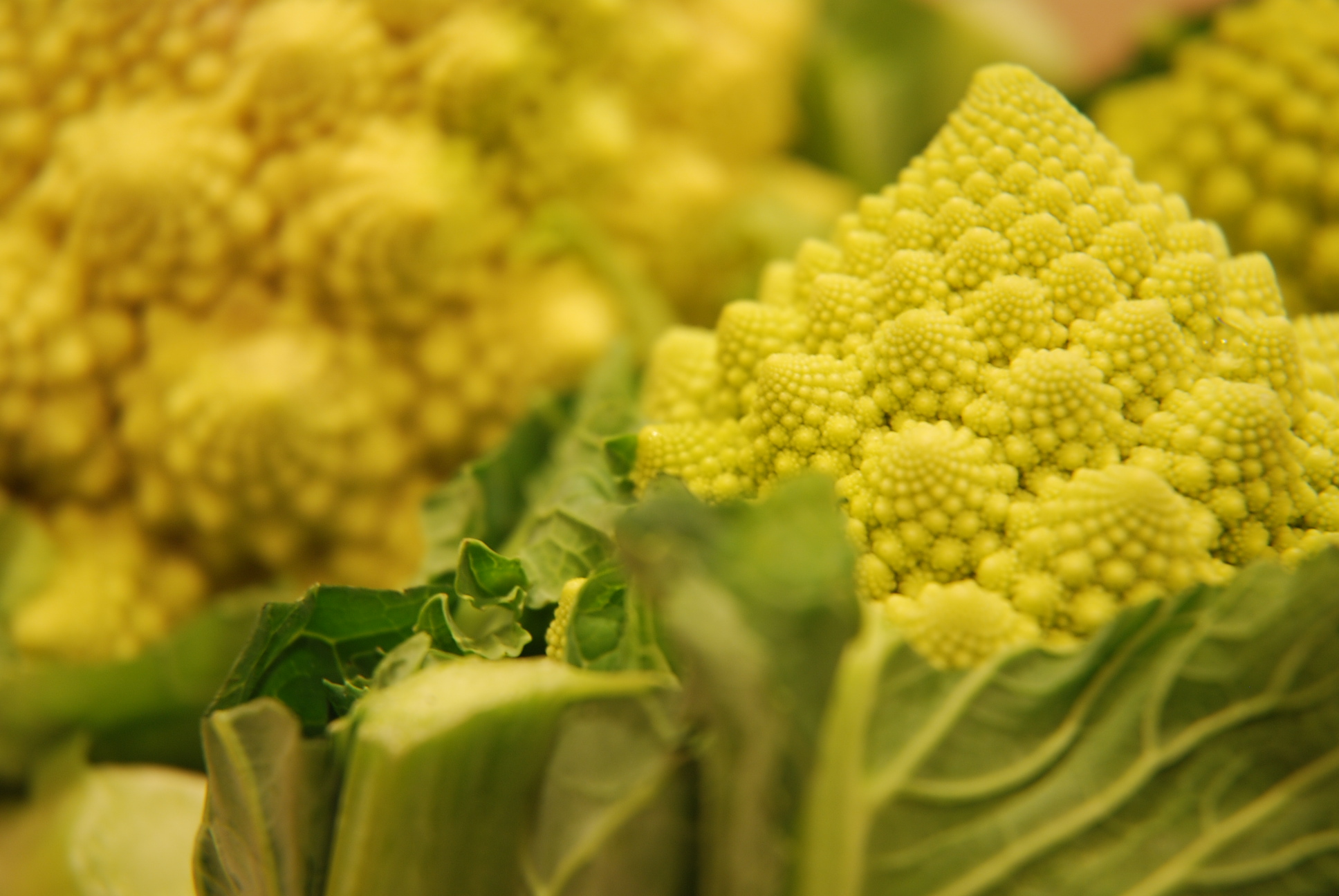
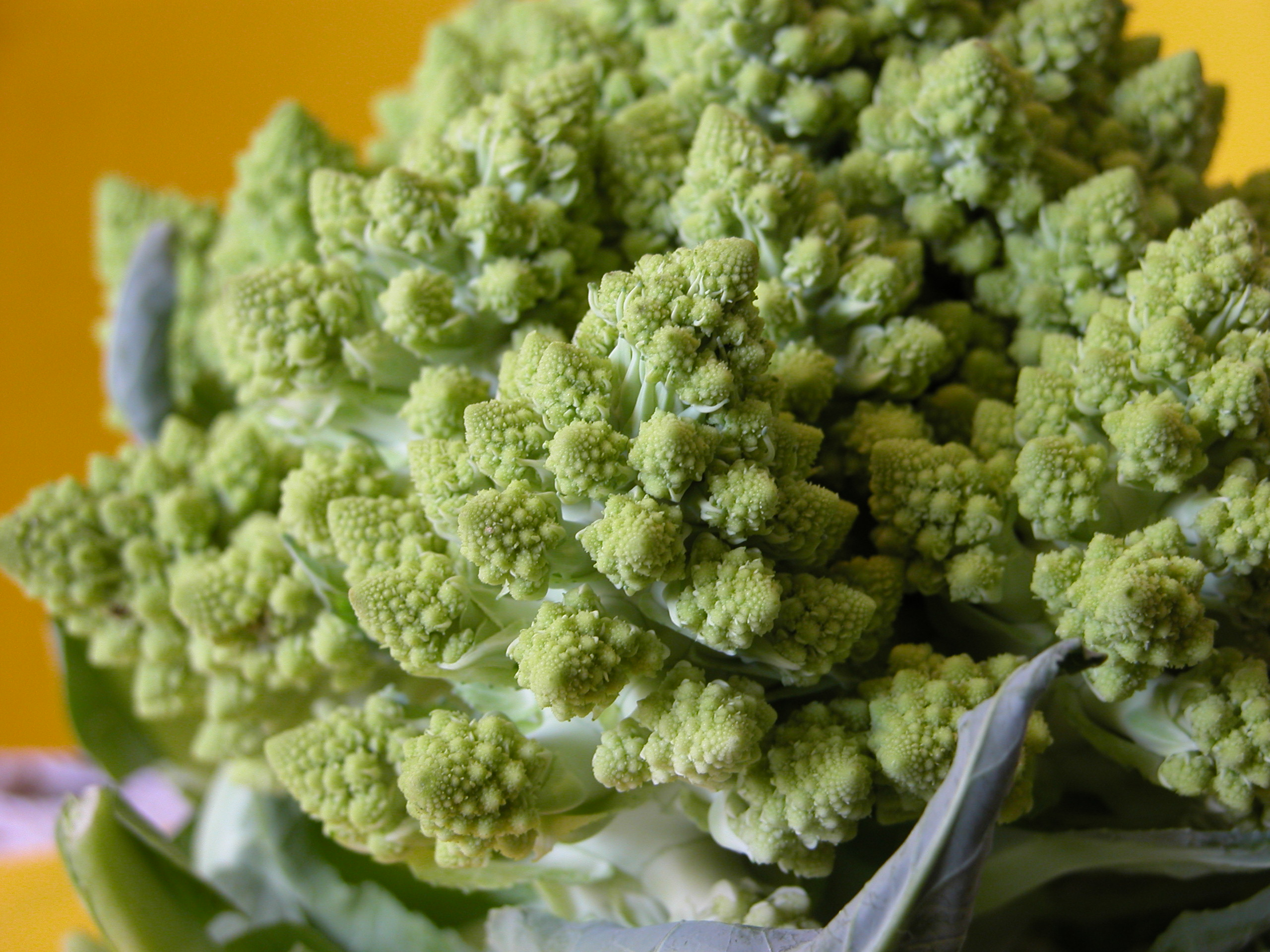
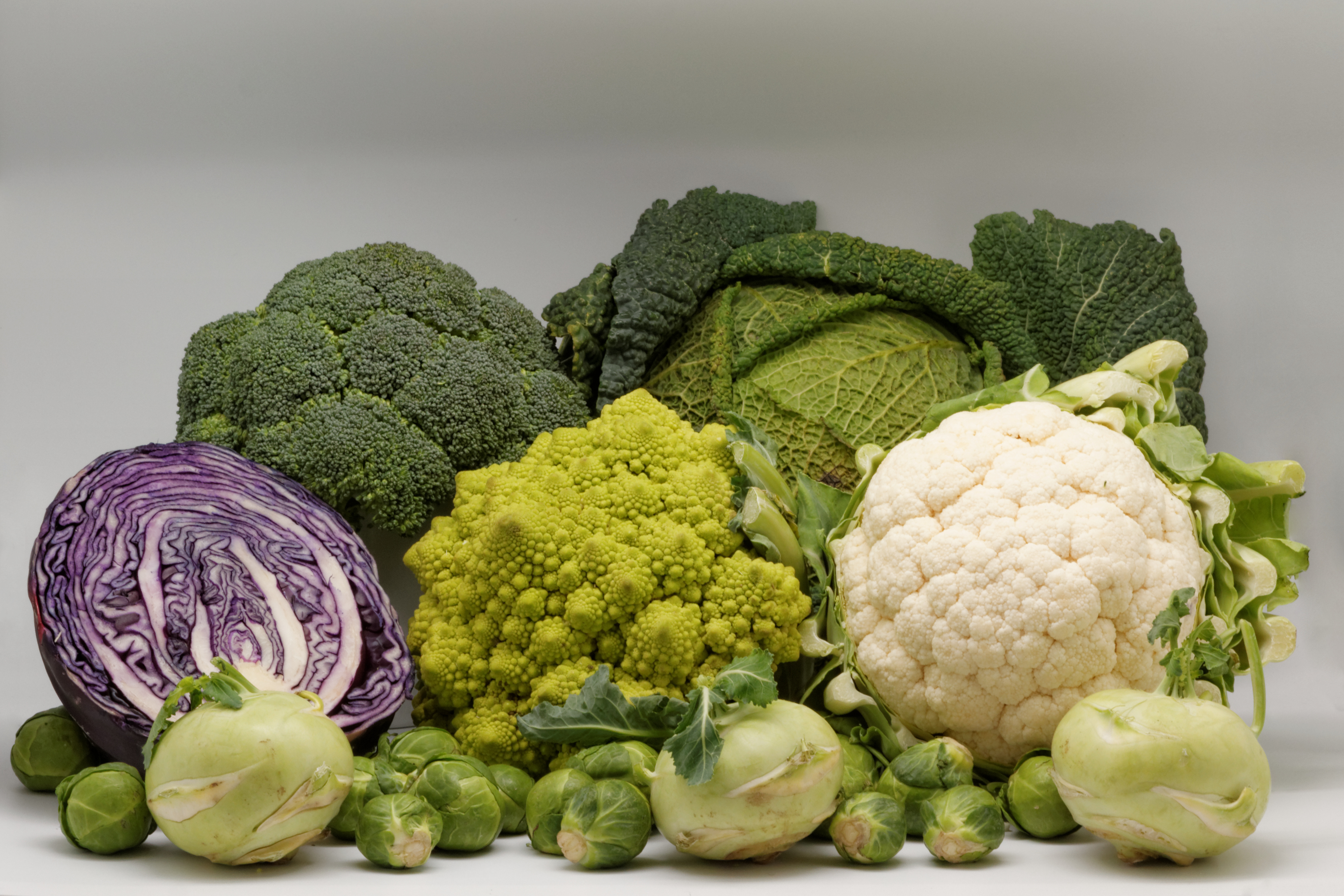
Капусти різних сортів: цвітна, Романеско, кольрабі, синя, савойська, брюссельська та броколі